# استیون ساندرز
استیون ساندرز (انگلیسی: Steven Saunders؛ زادهٔ ۳۰ مارس ۱۹۹۱) بازیکن فوتبال اهل بریتانیا است.
از باشگاه‌هایی که در آن بازی کرده است می‌توان به باشگاه فوتبال دامبرتون، باشگاه فوتبال راس کانتی، و باشگاه فوتبال مادرول اشاره کرد.
وی همچنین در تیم‌های ملی فوتبال زیر ۱۹ سال اسکاتلند، زیر ۲۱ سال اسکاتلند، و اسکاتلند بازی کرده است.